# Isuzu TF
Der Isuzu TF ist eine Serie von Pick-ups die von 1988 bis 2002 von GM gefertigt und weltweit angeboten wurde. Er basierte auf dem Isuzu Faster TF. In Nordamerika wurde er als Isuzu Pick-up bis 1996 angeboten und durch den Isuzu Hombre ersetzt.

## Isuzu TF auf verschiedenen Märkten
Der Isuzu TF wurde in vielen Ländern unter verschiedenen Namen verkauft.  Unter anderem waren dies:
- Brilliance China Automotive Holdings in China
- Chevrolet LUV in Kolumbien, Chile und Ecuador
- Chevrolet T-Serie El Dababah in Ägypten
- Isuzu P’UP in Nordamerika
- Holden Rodeo in Australien und Neuseeland
- Isuzu Faster-Z New 2500Di in Thailand – später aufgespaltet in SpaceCab- und Spark-Modelle / Isuzu Rodeo 4WD (nicht zu verwechseln mit dem Rodeo in den USA)
- Isuzu Fuego auf den Philippinen
- Isuzu TF in Südafrika[2]
- Isuzu Pika in China (Qingling Motors)
- Isuzu Rodeo in Tunesien
- Opel Campo in West- und Mitteleuropa / Vauxhall Brava[2] in Großbritannien

1997 erhielten die Wagen ein deutliches Facelift für das Modelljahr 1998. Die Front sah etwas gerundet aus und ähnelte der des Amigo zwischen 1995 und 1997 der in den USA als Isuzu Rodeo Kombi verkauft wurde. Auf Wunsch gab es Airbags für Fahrer und Beifahrer.
Der neue TF hatte eine neue Ausstattungsvariante, LT Sport, verfügbar nur beim Allradmodell und bei der Doppelkabine. Der 2,6 l-Motor wich einem 3,2 l-V6 mit 190 bhp (140 kW), der in einer höheren Leistungsstufe auch beim Trooper und beim Amigo eingesetzt wurde. Dieser neue Motor war in Hinterradantriebs- und Allradmodellen erhältlich. Beide Versionen besaßen das gleiche Chassis und die gleiche Bodenfreiheit. Diese Version wurde als „höhergelegte Hinterradantriebsvariante“ bekannt und später gab es solche Versionen auch vom Mitsubishi L200, vom Ford Courier und vom Mazda Bravo.
Für das Modelljahr 2002 erhielt der TF einen neuen Turbodieselmotor mit 3,0 l Hubraum und einer Leistung von 130 bhp (96 kW), der mit Direkteinspritzung und Ladeluftkühler versehen war. Auch diese Maschine wurde schon vorher im Trooper angeboten. Auch am Styling gab es kleinere Änderungen, wie ein geänderter Kühlergrill und klare Blinkerabdeckungen.
Ende 2002 wurde die Fertigung des TF eingestellt und der D-Max ersetzte die Modellreihe weltweit.